# گرد آچتربرگ
گرد آچتربرگ (انگلیسی: Gerd Achterberg؛ ۴ دسامبر ۱۹۴۰ – ۵ ژانویهٔ ۲۰۲۵) بازیکن فوتبال اهل آلمان بود. آچتربرگ در ۳۲۷ بازی ۱۳۱ گل برای اسپانداو به ثمر رساند و سپس در دو دوره به عنوان مربی تیم روی نیمکت ذخیره نشست.
آچتربرگ در سن ۸۲ سالگی، در ۵ ژانویهٔ ۲۰۲۵، درگذشت.